# Femme au ruban de velours
Femme au ruban de velours est un tableau réalisé par le peintre italien Amedeo Modigliani vers 1915. Cette huile sur papier collé sur carton est le portrait en buste d'une femme brune portant un ruban noir en tant que collier, devant un paysage arboré. Partie de la collection Jean Walter et Paul Guillaume, l'œuvre est conservée au musée de l'Orangerie, à Paris, en France.